# Takaya Sugasawa
Takaya Sugasawa (japanisch 菅澤 孝也 Sugasawa Takaya; * 15. November 1987 in der Präfektur Chiba) ist ein japanischer Fußballspieler.

## Karriere
Takaya Sugasawa stand bis Ende 2010 beim in Japan Soccer College in Niigata unter Vertrag. Die Saison 2010 wurde er an Albirex Niigata (Singapur) ausgeliehen. Der Verein spielte in der höchsten singapurischen Spielklasse, der Singapore Premier League. Der Verein, der 2004 gegründet wurde, ist ein Ableger des Vereins Albirex Niigata aus Japan. Der Verein bestand fast ausschließlich aus japanischen Spielern. Für Niigata absolvierte er 33 Erstligaspiele. Wo er von 2011 bis Mitte 2015 gespielt hat, ist unbekannt. Im Juli 2015 nahm ihn der thailändische Verein Nakhon Phanom FC aus Nakhon Phanom unter Vertrag. Der Verein spielte in der dritten Liga, der damaligen Regional League Division 2. Hier trat der Verein in der North/Eastern Region an. Von 2017 bis 2018 war er vertrags- und vereinslos. 2019 verpflichtete ihn der thailändische Viertligist Singburi Bangrajun FC aus Sing Buri. Singburi spielte in der vierten Liga, der Thai League 4. Nach der Hinserie verließ er Thailand und ging nach Laos. Hier unterschrieb er einen Vertrag beim Master 7 FC. Der Verein aus der laotischen Hauptstadt Vientiane spielte in der ersten Liga, der Lao Premier League. 2019 wurde er mit Master 7 Vizemeister. Mitte 2020 wechselte er zum Ligakonkurrenten Viengchanh FC. Für Viengchanh absolvierte er 2020 acht Erstligaspiele und schoss dabei vier Tore. Nach Saisonende wurde sein Vertrag nicht verlängert. Vom 1. Januar 2021 bis Februar 2022 war er vertrags- und vereinslos. Am 24. Februar 2022 unterschrieb er in der Mongolei einen Vertrag beim Khovd FC. Der Verein aus Chowd spielt in der ersten Liga, der National Premier League.

## Erfolge
Master 7 FC
- Lao Premier League: 2019 (Vizemeister)